# Pretorska prefektura Ilirik
Pretorska prefektura Ilirik ali krajše Prefektura Ilirik(latinsko: praefectura praetorio per Illyricum, grško: ἐπαρχότης/ὑπαρχία [τῶν πραιτωρίων] τοῦ Ἰλλυρικοῦ, Éparhótes/Ὑparhía tōn praitōríōn toỹ Ἰllyrikoỹ),  ena od štirih pretorskih prefektur, na katere je bilo razdeljeno  pozno Rimsko cesarstvo.  
Upravno središče prefekture je bil Sirmium (318-379), sedanja Sremska Mitrovica v Srbiji, od leta letu 379 do razpada pa Solun. Ime je dobila po provinci Ilirik, ta pa po pokrajini Iliriji. Prefektura je na svojem višku obsegala Panonijo, Norik, Kreto in večino Balkanskega polotoka, razen Trakije. 
Zosimova trditev, da je pretorske prefekture kot ozemeljske enote ustanovil že Konstantin I. okoli leta 318 ali 324, je napačna. Tako Cezar kot Avgust sta na čelu svojih štabov resnično imela pretorijanskega prefekta, prefekture kot stalne upravne enote cesarstva pa so začele nastajati šele sredi 4. stoletja.

## Zgodovina
Prefektura Ilirik se je od drugih treh prefektur, ki jih omenja Notitia Dignitatum (Galija, Italija-Afrika in Vzhod) razlikovala po tem, da je bila v 4. stoletju razpuščena, ponovno ustanovljena in zatem večkrat razdeljena.
Ozemlje kasnejše prefekture Ilirik je do njene ustanovitve leta 337 pripadalo osrednji prefekturi Italija, Ilirik in Afrika. Ustanovljena je bila po Konstantinovi delitvi cesarstva med njegove sinove. Izgleda, da so se v posebno pretorsko prefekturo najprej vključile samo dioceze Makedonija, Dakija in Panonija.
Cesar Julijan Odpadnik je leta 361 prefekturo razpustil, leta 375 pa jo je ponovno  ustanovil cesar Gracijan. Živela je do leta 379, ko je bila dioceza Panonija (Illyricum occidentale, Zahodni Ilirik) ponovno priključena k Italiji kot dioceza Ilirik, medtem ko sta diocezi Makedonija in Dakija (Illyricum orientale, Vzhodni Ilirik) za nekaj časa prišli pod neposredno oblast Teodozija I. iz Soluna. Od leta 384 do 388 in 391 do 395 sta tudi ti diocezi spadali v prefekturo Italija, v letih 388 do 391 pa sta tvorili posebno prefekturo.
Prefektura Ilirik z diocezama Makdonijo in Dakijo in Solunom kot upravnim središčem, ki jo omenja Notitia Dignitatum, je dobila trajno obliko šele po Teodozijevi smrti leta 395 in dokončni delitvi Rimskega cesarstva. Zahodno cesarstvo, predvsem med regentstvom generala Stilika, je zahtevalo Ilirik zase vse do leta 437, ko je postal del dote cesarice Licinije Evdoksije in je cesar Valentinijan III. priznal suverenost Vzhodnega cesarstva. Izgleda, da se je upravno središče prefekture za nekaj časa (437-441) ponovno preselilo v Sirmium. Selitev je vprašljiva, ker je bil severni Balkan takrat opustošen zaradi vdorov tujcev. Poskus Justinijana I., da bi upravno središče prefeture v 540. letih preselil v novozgrajeno mesto Justiniana Prima blizu sedanjih Leban v južni Srbiji, se ni posrečil.
Po vdorih Slovanov v 7. stoletju je bila večina Balkana za Bizantinsko cesarstvo izgubljena. Oblast so obdržali samo v delu Trakije v okolici Konstantinopla, okolici Soluna in nekaj obalnih delih Grčije. Pretorijanski prefekt (ὕπαρχος, ỹparhos) je bil po nekaterih virih guverner Soluna še v prvih letih  9. stoletja. To pomeni, da je bil eden od zadnjih preživelih uradnikov iz starega Konstantinovega upravnega sistema v celem cesarstvu. Vojne z vzpenjajočim se Bolgarskim cesarstvom so nazadnje zahtevale reorganizacijo bizantinskih provinc in Solun je malo pred letom 840 postal samostojna tema na čelu s strategom.